# Talang 2019
Den nionde säsongen av underhållningsprogrammet Talang sändes på TV4 mellan den 11 januari till 15 mars 2019. Programledare var Pär Lernström tillsammans med Samir Badran och juryn bestod av Alexander Bard, David Batra, Bianca Ingrosso och LaGaylia Frazier. Vinnaren av Talang 2019 blev sångaren Mikael Holm.

## Final
Finalen sändes live den 15 mars 2019, där vinnaren blev Micke Holm.
| Nr | Finalist         | Beskrivning av framträdande                                                                             | Juryns kryssknappar | Juryns kryssknappar | Juryns kryssknappar | Juryns kryssknappar | Resultat |
| Nr | Finalist         | Beskrivning av framträdande                                                                             | David               | LaGaylia            | Bianca              | Alexander           | Resultat |
| -- | ---------------- | --- | ------------------- | ------------------- | ------------------- | ------------------- | -------- |
| 1  | David Tengblad   | Dansare, som framförde ett dansnummer.                                                                  |                     |                     |                     |                     |          |
| 4  | Dan Athola       | Hypnotisör, hypnotiserade sex personer uppbjudna ur publiken att tro att deras ena sko var ett husdjur. |                     |                     |                     |                     |          |
| 2  | Saga Ludvigsson  | Dansare och sångare, framförde Aviciis låt Without You.                                                 |                     |                     |                     |                     |          |
| 3  | Slava Ruza       | Påldansare, dansade påldans.                                                                            |                     |                     |                     |                     |          |
| 5  | Eva Jumatate     | Sångare, framförde Shallow av Lady Gaga.                                                                |                     |                     |                     |                     | Topp tre |
| 6  | Vilgot Michelin  | Magiker, framförde ett trollerinummer.                                                                  |                     |                     |                     |                     |          |
| 7  | Marwin Wallonius | Minnesmästare, memorerade in samtliga uppgifter, inklusive PIN-kod, på 1000 kreditkort.                 |                     |                     |                     |                     | Topp tre |
| 8  | Micke Holm       | sångare, framförde Radioheads låt Creep.                                                                |                     |                     |                     |                     | Vinnare  |